# 梵蒂岡第二屆大公會議

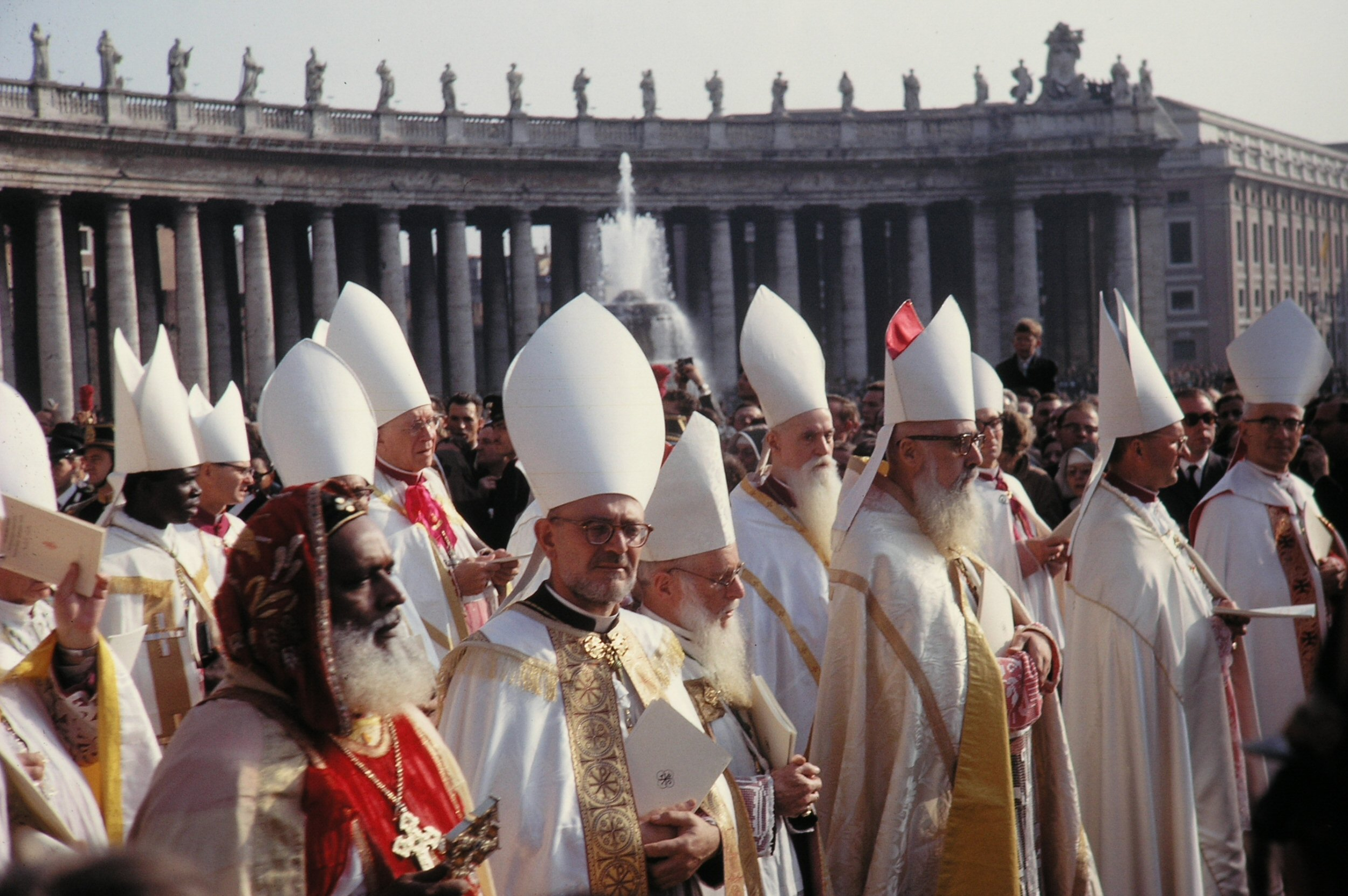
梵蒂岡第二屆大公會議

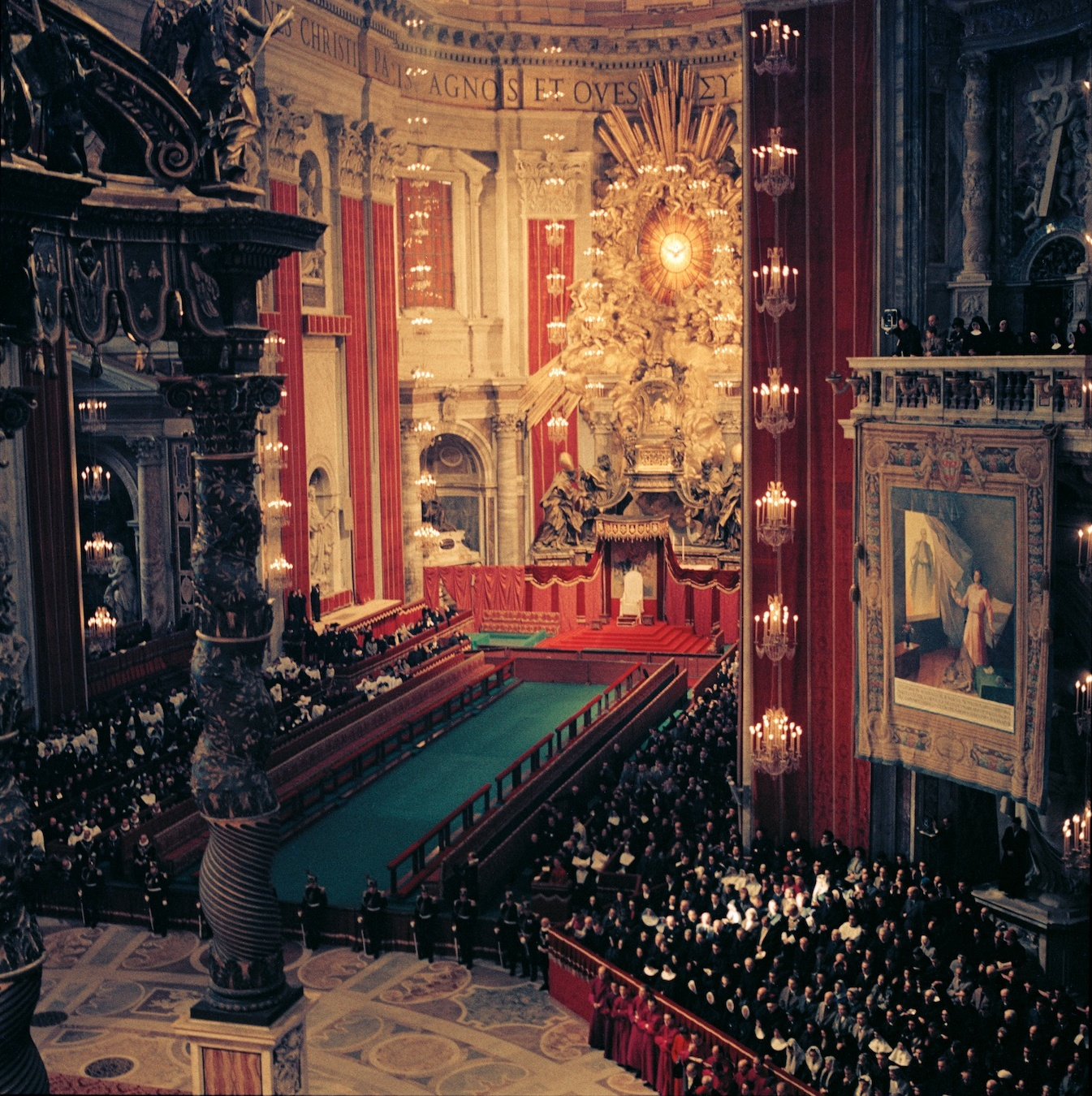
照片: Lothar Wolleh

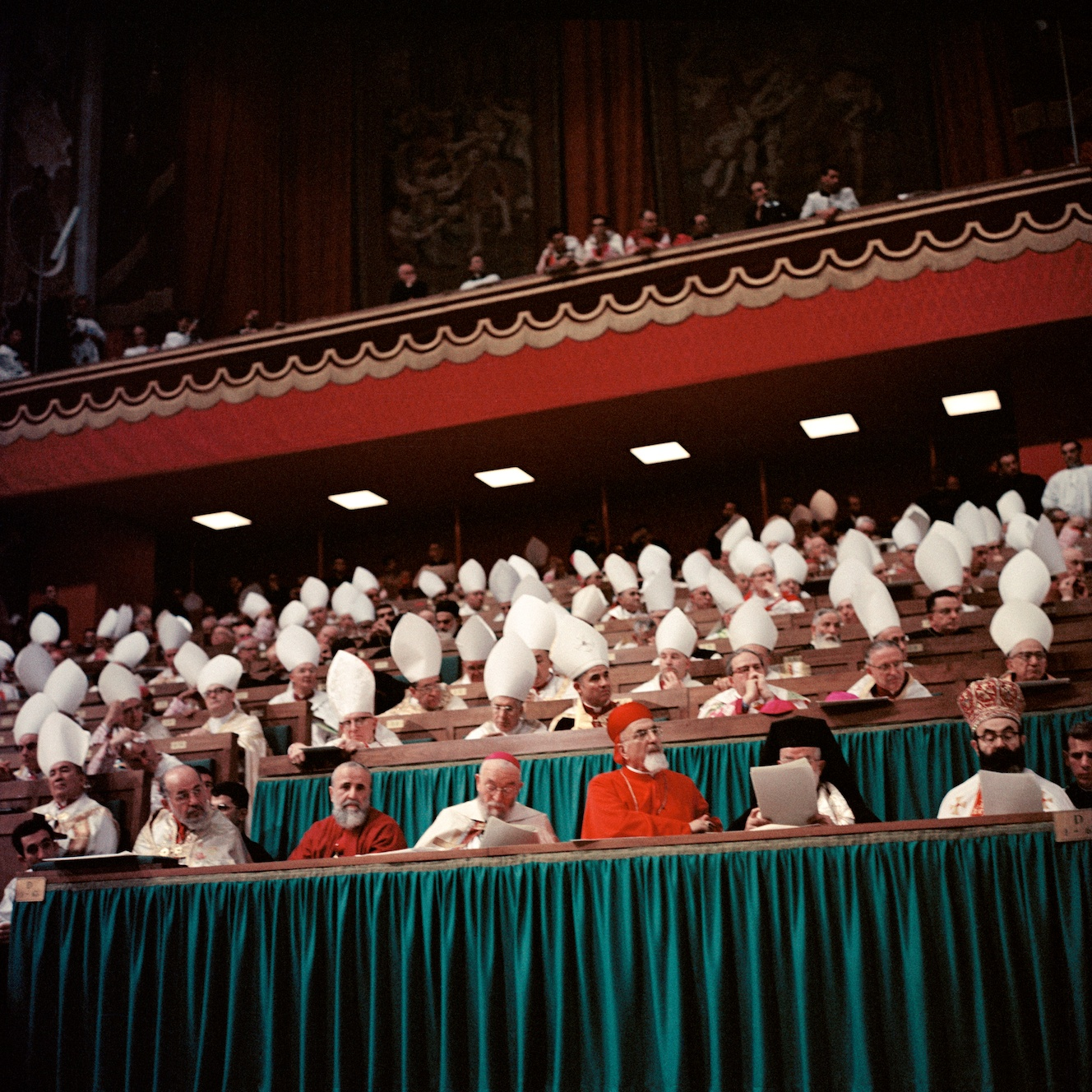
照片: Lothar Wolleh

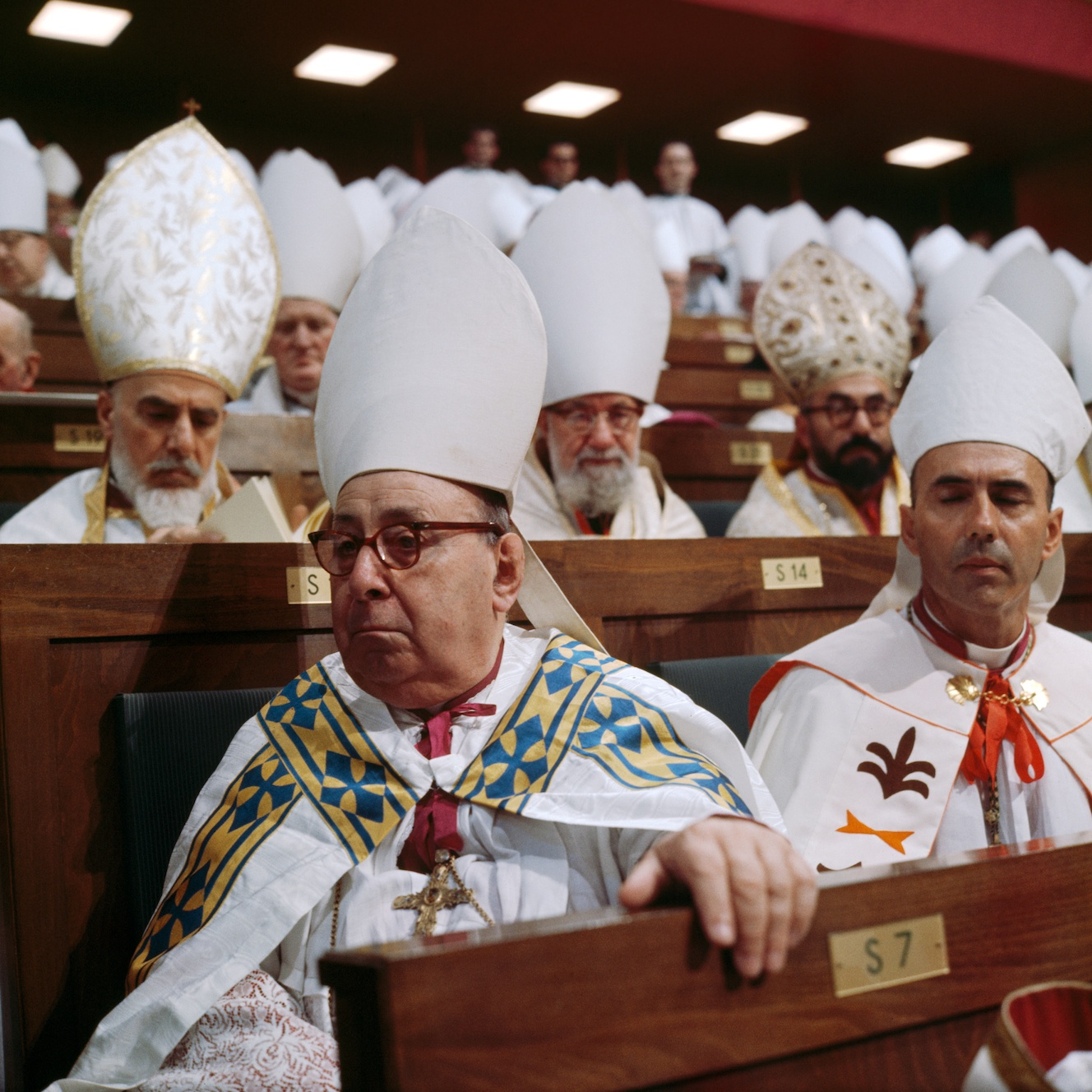
照片: Lothar Wolleh

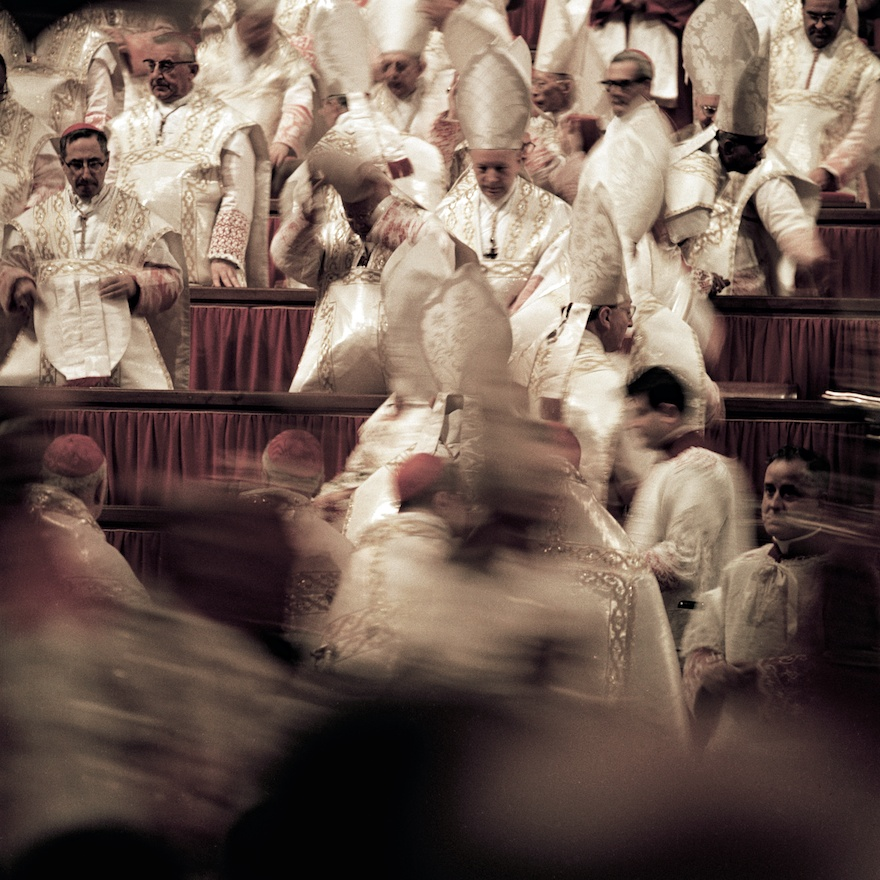
照片: Lothar Wolleh

梵蒂岡第二屆大公會議（拉丁語：Concilium Œcumenicum Vaticanum Secundum），簡稱梵二大公會議、梵二會議、梵二，又稱紐曼會議，是天主教會第21次大公會議，也是距今最近召開的一次大公會議，於1962年10月11日由教宗若望二十三世召開，1965年12月8日由次任教宗保祿六世結束。
本次會議宣布召開之初，人們以為它是中途中斷的梵蒂岡第一屆大公會議的續會，但後来羅馬教廷作出了澄清了：它將是另一次新的大公會議，取名「梵蒂岡第二屆大公會議」。在1959年6月29日所颁布的《忝登伯鐸寶座》通谕中，教宗若望二十三世指出本次會議的目標將會是：「發揚聖道、整頓教化、革新纪律」，並以「與時代共進」作為本次會議的核心宗旨，希望革新教會以呼應現代社會的需要，但這也成為會議上改革派與保守派的爭論核心。
本次會議對漢語圈最重要的結果，即是認同被傳教國之傳統可以與天主教相容，且可以互相援引，令使爭議三百多年的中國禮儀之爭畫下句點，並且將所謂的《利瑪竇規矩》予以尊重。

## 出席者
出席梵蒂岡第二屆大公會議的天主教會領袖最多達2540位，其中至少四位在後來出任教宗：分別為若翰·蒙蒂尼、阿爾比諾·盧恰尼、嘉祿·沃爾蒂瓦、若瑟·拉辛格。
梵蒂冈第二屆大公会议是历代大公会议中，在组成上十分理想的一次会议。原因是：
1. 大会的筹备和进行丝毫不受外界的干扰，完全由教会主动；
2. 出席的教长（平均接近2200人）空前众多；
3. 第一次有非裔主教及亚籍主教出席[6]。

## 籌備
1959年5月17日，聖神降臨節，教宗若望二十三世宣佈成立梵蒂岡第二屆大公會議籌備委員會，此次大會正式進入籌備階段。籌備委員會組成如下：
1. 一個中央委員會；
2. 十一個組：神學組、教區行政組、司釋及教民紀律組、修會組、聖事組、禮儀組、教育組、東方禮教會組、傳教組、教友生活組及教宗宮廷禮儀組；
3. 三個秘書處：新聞事業秘書處、基督徒合一秘書處和總務秘書處。

中央委員會、組和秘書處，均由一位主席、多位委員、若干專家顧問和很多秘書組成。組和秘書處的任務是：參考世界各教長和各聖部的建議，然後研究教宗指定的問題。中央委員會是由教宗自己或者自己的代表為主席，委員包括樞機、宗主教、主教、修會會長、組的主席和秘書處的主席，共有70多名。中央委員會的任務是：督導及配合各組及秘書處的工作，向教宗匯報成果，並負責起草未來大會的進行程序。
1960年11月14日，教宗主持籌備會議的開幕典禮，宣佈本屆大公會議的重點：「不僅在根據啟示和傳統，強調某一教義或紀律，更在重振基督的真精神，加強基督徒生活的價值和光輝。」典禮後，各部門便開始工作。
1961年6月至62年6月期間，中央委員會共進行了7次聚集，召開了55次會議，審查了72項提案，為正式會議作好了準備。
教宗在籌備階段的末期，通過通諭和廣播，呼籲所有教友為此次會議禱告，並欽定大聖若瑟為此次大會的主保。另外，工作人員也進行聖伯多祿大殿的粉刷裝飾工作。大會會場就設在聖伯多祿大殿。

## 组织
- 主席团：由十位枢机组成。在此次大会第一期内，这十位枢机轮流代表教宗主持大会。在另外三期内，他们则成为大会的“元老院”，监视大会的进行。
- 大会特别事务处：审察由各个教长提出的重要的新问题，在需要的时候，向教宗汇报或向他提供意见。
- 大会法庭：大会行政问题的上诉法庭，用来解决大会教长之间和各个机构之间发生的纠纷。
- 全体成员：当时的教会法典规定：枢机、宗主教、首席主教、总主教、定座主教、兼理教区首长及若干修会总会长，有权利参加会议并享有投票权。在此之外，教宗若望二十三世还邀请了所有領銜主教，而且给予他们投票权。所以，参与这次大公会议的教长人数，最多时高达2400位左右。
- 10个小组委员会和基督徒合一秘书处：这11个单位，都由教宗任命1名主席和9名委员，加上从与会的教长中选举的另外16名委员组成。由他们向大会提出草案，并按照教长们的建议修改、甚至重写草案。
- 神学及法律专家：协助各个小组的委员们编写草案，随时准备向大会作出解释或者报告。他们可以列席全体会议，但是因为他们并不是教长，所以除非被邀请或者被询问时，不能发言。此次会议，教宗任命了460位神学及法律专家，其中包括235位教区神父和225位会士。著名神学家K.Rahner便是其中之一。
- 观察员：由东正教、新教和其他非天主教团体所派来的代表构成。观察员可以列席全体会议或公开会议，但是没有发言权。
- 贵宾：由基督徒合一秘书处邀请，并以个人名义列席此次大会。贵宾并不代表某教会或团体，也没有发言权。
- 旁听员：由获邀请列席的教友组成，没有表决权，只有在被邀请的时候才可以在大会发言。[2]

另有若干只能觀看會議的數十位各國主要修院的院長（主要是如英國聖公會、美國聖公會、主流新教派等）。

## 程序
梵蒂冈第二屆大公会议的程序，分为公开会议、全体会议和小组委员会议。
- 公开会议由教宗和全体教长一并出席举行，是大会中最为隆重的一种，也欢迎其他国家的政要和首长出席。在梵蒂冈第二屆大公会议上，公开会议共有10次：第1至第4期的开幕式，第2、3、4期的闭幕式和大会在第4期期间颁布不同决议的仪式（1962年10月28日、11月18日和12月7日）。梵蒂冈第二屆大公会议的16项决议，有5项是在第2和第3期的闭幕式上颁布的。其余11项，是在第4期上述3个仪式上颁布的。在颁布决议时，大会会对决议进行表决，只有获得全体三份之二的赞成票的决议才能通过。决议获得通过后，教宗和教长们会在决议上一一签名。
- 全体会议的主要作用是讨论和表决各项决议草案。此次大会共举行了168次全体会议。教长们会先研究某一决议草案是否能作为讨论的基础，如果多数教长认为不能，那么草案会被退回有关小组令其修改或者重写。相反地，如果可以，那么教长们会以书面或口头的形式来发表该草案的意见，小组会依据教长们的意见对草案进行修改。最后，大会对修定后的草案作三次表决。在第1次表决时，教长们可以投赞成票、反对票或有条件赞成票。然后小组会对草案作最后的修改。第二次表决，教长们就只能投赞票或者反对票了。最后，等到草案里的每一章都获表决通过后，大会会对整个草案作一次整体的表决，从而完成审查决议草案的程序。
- 小组委员会会议就是在小组各个成员之间召开的会议。会议上，小组委员和大会的专家和顾问负责起草或修改大会的各项决议草案。[2]

### 大公会议第1期
（1962年10月11日至12月8日）1962年10月11日上午8时30分，此次大会的开幕式在圣伯多禄广场举行。出席开幕式的主教超过2400名，还有意大利总统和很多国家元首列席。在开幕式上，教宗指出大公会议的任务是：“使教会自我革新，推进基督徒中间的合一，为能向人类更有效地宣讲福音。”大会开幕后，首先选举各个小组的委员。法国主教团代表全体教长，起草了《大会告全人类书》，表达了关怀全体人类和愿意为全体人类服务的诚意；并提出大会特别关心的两个问题：国际和平问题和社会正义问题。
然后，大会进入了审议草案阶段。第一个讨论的是《礼仪草案》。其中较受争议的议题包括：（1）礼仪中的语言；（2）礼仪当如何适应不同地区文化的需要；（3）地方主教团在礼仪问题上的职权等。最后，大会通过了这个草案的序言和第1章。在第1期会议中，大会也讨论了《启示渊源草案》、《大众传播工具草案》、《东方礼教会合一草案》和《教会草案》。因为大多数教长不满意《启示渊源草案》，教宗指示把草案退给有关小组重写。而《大众传播工具草案》，大会则要求把它缩短成若干原则和一个牧灵训谕。对于《东方礼教会合一草案》，大会希望它能与基督徒合一组的另一草案以及《教会草案》中论大公主义一章，合并成一个草案。关于《教会草案》，最后由于时间所限，只进行了初步讨论，来不及得出任何结论。梵蒂冈第二屆大公会议第1期的会议，于1962年12月8日闭幕。
在第一期会议结束前教宗宣布：将把70多个草案缩编成20个（其后再缩编成17个）以提高大会进行的速度。还要成立一个协调委员会，用来督察各个小组的工作，务必使他们提出的草案不致相互冲突。这些是大会休会期间主要的工作。
1963年6月3日，教宗若望廿三世因病逝世，终年82岁。1963年6月21日，若翰·蒙蒂尼樞機被推选出来继任教宗，名號為保禄六世。当选后第二天，新教宗便宣布将继续进行大公会议。后来，新教宗调整了大会的结构：加设了由4名枢机组成的督察团，负责主持全体会议；并以新成立的“協調委員會”取代了原来的“大會特別事務處”。

### 大公会议第2期

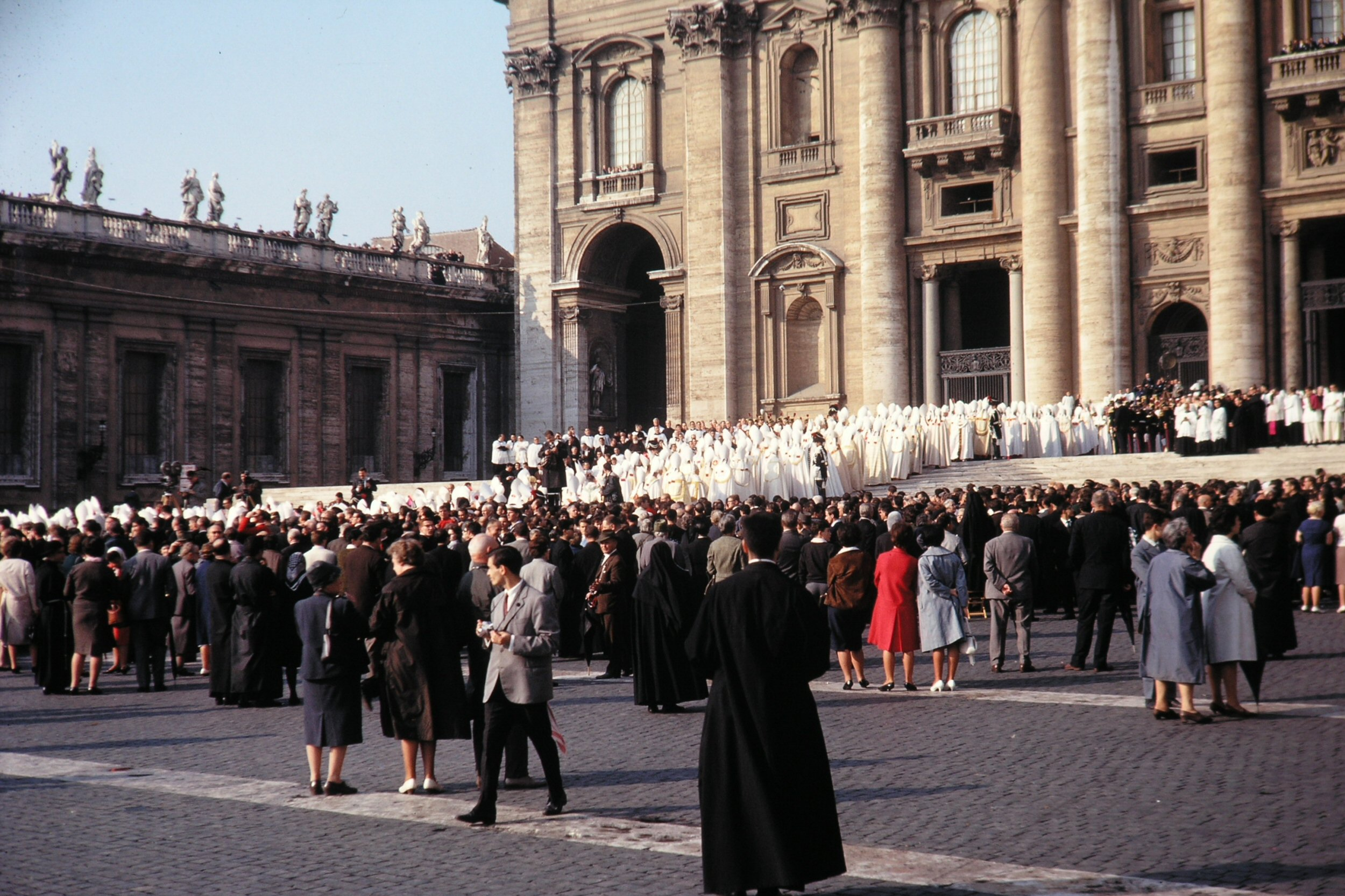
梵蒂冈第二屆大公会议第2期开幕

（1963年9月29日至12月4日）1963年9月29日，大公会议第2期会议开幕。保禄六世指出大会的目标是：
1. 认识教会本身，特别是有关主教的职务和主教与教宗的关系。
2. 教会的革新。
3. 各基督教会的合一。
4. 教会面对现代世界。[8]

教宗还特别指出：“如果天主教会应该为过去教会的分裂承担责任，那么天主教会将会谦逊地呼求天主的宽恕。如果天主教会曾经开罪过其他非天主教的弟兄，那么天主教会也会求他们宽恕。另一方面，天主教会也会诚心地宽恕所有开罪过天主教的人。”
开幕式后，审议草案的工作亦随即开始。以下是第二期会议的重点：
- 讨论《教会草案》，包括：

1. 论教会为奥迹；
2. 论天主的子民；
3. 论教会的圣统组织，特论主教；
4. 论平信徒；
5. 论教会内成圣的义务。[9]

其中较重要的议题包括教会与非天主教基督徒和非基督徒的关系、教宗与世界主教团（指所有天主教會主教）的关系、恢复执事职、平信徒为普通司祭等。经讨论后，教长们多接受：“主教的职务乃继承自宗徒团，而世界主教团与罗马教宗在一起时，拥有对教会的最高管辖和训导权；但这并不削弱教宗首席权的地位。”此外通过表决，大会将《圣母草案》纳入《教会草案》之内。
- 讨论《教区行政草案》，包括：

1. 论主教与圣部的关系；
2. 论助理主教及辅理主教；
3. 论全国主教会议；
4. 论教区及教省的划分；
5. 论本堂及教省的划分等。[8]

- 讨论《大公主义草案》，包括：

1. 论天主教大公主义的原则；
2. 论大公主义的实行；
3. 论与天主教分离的基督徒；
4. 论天主教对非基督徒，特别是犹太人的态度；
5. 论信仰自由。[8]

因为教长们对第4章和第5章不能达成一致，所以大会只接受第1章至第3章为讨论的基础。谈到大公主义的原则时，大会草案指出：“天主教本身也需要认错和悔改，并重视分离弟兄所拥有的真理、成圣方式和福音价值。”
在第2期会议期间，大会还表决了《礼仪草案》余下章节和《大众传播工具草案》。这两个草案在第1期会议时已有讨论。
1963年12月4日，大会举行第二期会议的闭幕式。在闭幕式上，经表决，教宗隆重地颁布了决议《礼仪宪章》和《大众传播工具法令》。在颁布决议时，教宗用了崭新的用语即：“教宗偕同各主教，批准、规定和命令这些议案，并公布集体的决定。”由此可见，教宗再也不是单独行事，而是用他的主席权，偕同全世界主教们，一起宣布共同的决定。
在第二期会议休会期间，教宗往圣地朝圣，在那里会见了东正教的宗主教。在会面时，两位教长除了互相赠送礼物外，并一起诵读《若望福音》第17章，祈祷信徒们合而为一。这次会见充分表现出教宗召开大公会议的目标就是：“革新教会和渴望与分离弟兄们的合一。”

### 大公会议第3期
（1964年9月14日至11月21日）1964年9月14日，大会举行了第3期的开幕式。教宗和来自19个国家的教长，围绕着祭台举行共祭仪式，这是礼仪改革的最初成果。教宗在开幕致词中特别强调，教宗主席权和世界主教团之间的关系，两者不仅没有冲突，而且是相依共存的。在第3期会议中，旁听员的大幅增多，包括了7位女平信徒，21名男平信徒和8位修女。
以下是第3期会议的重点：
- 继续讨论《教会草案》，即审查：“教会的末世性”和“论圣母”两章。在“论圣母”一章中，草案没有提及“圣母为教会之母”，但保留了“诸宠中保”的称号。草案中清楚说明：“基督是天主与人类间唯一的中保，圣母中保的角色完全隶属于基督。”这点曾引起教长们激烈的争论。[10]
- 讨论《主教在教会内的牧职草案》，这是第2期会议《主教及教区行政草案》经修订后而形成的新草案，此草案共有3章，就是：

1. 主教与普世教会；
2. 主教与教区；
3. 及主教与自己教区以外各种组织的关系。[10]

讨论的结果是，主教们意识到必须改变自己生活的方式，必须抛弃以前的排场和官僚作风，改变为简单朴素的，以基督为榜样的生活。
- 讨论《信仰自由草案》：这本来是《大公主义草案》中的一章。这是一个迫切的议题，因为许多人批评天主教会在天主教会不占优势的国家要求信仰自由，却在天主教会占优势的国家抵制信仰自由。讨论后的共识是：“大会公认当有信仰自由，但不能陷入宗教上的不可知论或旁观主义，大会承认真理应为众人所接受，但同时尊重每人主观良心所指示的，因为这是人善和恶行为的最近准则。” [10]
- 讨论《犹太教和非基督宗教草案》：这也本来是《大公主义草案》中的一章。在讨论这个草案时，教长们一致请求删除控告犹太人杀主耶稣基督的罪名，还有些教长要求在此草案内取消犹太人或犹太教字样。所以，草案最后被定名为《教会对非基督宗教态度的宣言》。 [10]
- 讨论《启示草案》：这是第一期会议《启示渊源草案》经修订后的新草案，此草案共有6章，分别是：

1. 论启示本身；
2. 论启示传授的两个管道－圣经与圣传；
3. 论圣经的灵感与无误；
4. 论古经；
5. 论新经；
6. 论阅读圣经。 [10]

草案中强调“圣经的无误”是指圣经中所教导的真理无误，并鼓励教友们应该勤读圣经。 
- 讨论《教友传教草案》：梵蒂冈第二屆大公会议是天主教历史上，第一个谈到教友的大公会议。此草案有5章，分别是：

1. 论教友对传教的权利和义务；
2. 论教友传教的几个范围；
3. 论教友传教的目的；
4. 论教友传教的不同方式；
5. 论传教时教友与圣职人员；
6. 教友与非基督徒的关系。 [10]

重点是要重建平信徒的地位，并且让他们主动地参与教会生活。
- 讨论《司铎草案》：教长们大都觉得草案的条文太平庸、太重法律而缺少灵性。大会希望草案应该具有更扎实的道理及牧灵属性，并超越法律主义的束缚，所以大会将草案退回给有关小组重写。 [10]
- 讨论《东方礼教会草案》：这个草案的重点是要表达尊重珍惜东方礼仪的传统，并且保存这个传统。草案中包括恢复宗主教的制度和权力，恢复东方礼司铎施行坚振的权利，主日罢工得弹性实施，恢复五品等级制度，并为避免东方礼教会被拉丁礼过分地影响而变质，确定凡是由东方礼教会归正的人不能参加拉丁礼教会等。但有教长质疑由西方教会掌握的公会议，有没有权力来为东方公教会立法。最后，大会建议将此草案的名称改为《东方公教会草案》，并加上一条条文说明这条法令的一切措施，都是临时的，直到天主教会和分离的东方教会达到圆满合一时为止。 [10]
- 讨论《教会在现代世界牧职草案》：发起与全世界的对话是教宗若望廿三世一贯的立场，也是这次会议的基本意向。这个草案共分为4章，就是：

1. 人的使命和受造世界的价值；
2. 教会在受造世界内的任务；
3. 教友在今日世界中；
4. 和现代世界的重大问题。 [10]

还有些问题以附录的形式提出，就是：
1. 个人在社会中、婚姻与家庭、文化、经济与社会生活；
2. 国际大团体与和平。 [10]

草案强调人生目标不只是暂时的，也是永生的，暂时是为永生作准备。因此，本性与超性界不是分离的，而是合而为一的。本性与恩宠，俗务与灵修，也不是分离的，而是合而为一的。
除了以上的草案外，大会第3期还讨论了其他4个较短的草案，就是：
- 《论教会传教工作草案》；
- 《论修会草案》；
- 《论基督徒教育草案》；
- 《论司铎之培育草案》。 [10]

此外，关于《婚姻圣事草案》，大会决定把它交由教宗处理，因此这次大会没有对“婚姻圣事”发布任何决议。
1964年11月21日，大会第3期闭幕式，教宗和24位教长代表举行共祭，气氛非常融洽。其后，经表决，教宗和教长们共同颁布了3个决议，就是《教会宪章》、《东方公教会法令》和《大公主义法令》。
在第3期会议休会期间，教宗赴印度出席“国际圣体大会”。透过这次出访，教宗亲自实践了大公会议的几个方针，就是：实践传教职责，与非基督徒对话和与现代世界对话。

### 大公会议第4期
1965年9月14日，第4期会议开幕。教宗宣布为实践世界主教团与教宗间的合作互助，他将建立一个世界主教会议。开幕式后的第2天，教宗收到了君士坦丁东方礼宗主教的贺电，预祝此次大会的成功和圆满结束。以下是第4期会议的要点：
- 讨论《信仰自由草案》：因少数教长反对原草案，这个草案在休会期间被重写。但重写后仍有很多反对的意见。有教长认为信仰自由只适用于天主教内部，对于其他宗教则不能享有此项权利。另外，有教长认为信仰自由的思想会降低公教人员传教的热情，并使天主教会陷于自相矛盾，因为在历史上教会曾借用过政权来镇压其他信仰。但也有教长指出教会承认历史上的错误并不会减损教会的权威。最后，在有很多反对票的情况下，草案获得通过。[11]
- 讨论《教会在现代世界牧职草案》：这草案在休会期间被改写。修改后的草案分为两部份，第1部分说明教会关怀并愿意服务于全人类，还有描述世界在各方面的进步和改变的情况和由此引发的严重问题。第2部分讨论现代的几个重要问题，包括婚姻、文化、经济、政治、和平及推动联合国组织。其中对于正义战争和核武器等问题，大会曾经有过激烈的争论。[11]
- 讨论《教会传教工作草案》：这草案在休会期间被扩写为较长的草案。讨论集中在改组“罗马传信部”和强调“主教在传教区的首要角色”。此外，草案强调“非基督宗教是为准备人获得救恩，是人类获救的特殊途径，但只有公教会才是人类获救的正常途径，为此传教工作仍是教会的迫切职任。”[11]
- 讨论《司铎草案》：这个草案在休会期间被重写。新的草案指出了几个重要问题，包括司铎在教会内的角色、司铎的灵修、出世与入世两要素的如何相互配合等等。[11]

在第4期会议期间，除了上述的讨论以外，大部份的时间都用在表决上。最后，在1965年10月28日、11月18日和12月7日的公开会议上，教宗联同教长们发表了余下的11项决议。而且在12月7日那天，天主教和东正教彼此废除了加给对方的绝罚，在罗马和东方的法纳耳（Phanar），双方同时宣读了相互宽恕书，取消了1054年两教会对对方判处的绝罚，使基督教东西两教会合一的希望放出光芒。
1965年12月8日，梵蒂冈第二屆大公会议举行闭幕式。教宗在全体教长和教众前举行感恩祭。在讲道中，教宗强调天主教会关怀众人，特别是在铁幕内沉默教会中的教友，和所有远离教会，甚至与之为敌的人。在奉献礼中，教廷授予五位主教1亿意大利里拉，为帮助各地教会的急需。感恩礼完毕时，教宗为一块基石祝圣，并准备为纪念圣母与教会的联系，在罗马近郊兴建一座命名为“教会之母”的圣堂。此外，为具体地表露《教会在现代世界牧职宪章》的教导，表示教会愿意走向世界各阶层的人，与他们对话，教宗准备了6份“告书”，分别是《告执政者书》、《告思想与科学者书》、《告艺术工作者书》、《告工人书》、《告贫困患病及受苦者书》及《告青年书》，在感恩礼后由枢机们朗读。最后，在向各教长作临别赠言时，教宗清楚指向将来，他说：“各位，启程的钟声已响起，你们即将离散，去会晤全人类，带给他们基督福音的喜讯和衪革新的教会，为这目标，我们大家已经一起辛苦工作了四年。”

## 决议
梵蒂冈第二屆大公会议的决议，以16個教會訓導文件呈現。
- 第二阶段（1963年）公布了2篇决议：
  - 《礼仪》宪章（英语：Sacrosanctum Concilium）
  - 《大众传播工具》法令

- 第三阶段（1964年）公布了3篇决议：
  - 《教會》教義憲章
  - 《大公主義》法令
  - 《東方公教會》法令

- 第四阶段（1965年）公布了11篇决议：
  - 《主教在教會內牧靈職務》法令
  - 《司鐸之培養》法令（英语：Optatam Totius）
  - 《修會生活革新》法令（英语：Perfectae Caritatis）
  - 《教会对非基督宗教态度》宣言
  - 《天主教教育》宣言（英语：Gravissimum educationis）
  - 《天主的启示》教义宪章
  - 《教友傳教》法令（英语：Apostolicam Actuositatem）
  - 《論教會在現代世界》牧職憲章（英语：Gaudium et spes）
  - 《司鐸職務與生活》法令（英语：Presbyterorum Ordinis）
  - 《教會傳教工作》法令（英语：Ad gentes）
  - 《信仰自由》宣言

## 反对派别
本次大公会议在天主教会内引发了一些群体的反对，他们质疑此次大公会议是否合理，甚至与罗马天主教会产生分裂。反对派别主要包括两支，一支为传统主义天主教徒和宗座缺出论者。

### 引用
1. ↑  麥可·柯林斯、馬修·普瑞斯《基督教的故事》，謝青峰、李文茹（台北市：台灣麥可股份有限公司，2005），p. 181.
2. 1 2 3 4 5 6  Faculty of Catholic University of America (编). .  XIV 1. New York: McGraw-Hill: 563. 1967. OCLC 34184550.
3. ↑   Alberigo, Giuseppe; Sherry, Matthew. . Maryknoll: Orbis Books. 2006: 69. ISBN 1570756384.
4. ↑   (PDF).   [2025-05-18]. （原始内容存档 (PDF)于2024-02-21）.
5. ↑  梵二的《轉捩點》 - 《淺說梵二大公會議》，范京生編著
6. ↑  Sullivan, Maureen. . New York: Paulist Press. 2002: 21. ISBN 0809141337.
7. ↑  Bokenkotter, Thomas. . New York: Image. 2005: 413. ISBN 0385516134.
8. 1 2 3 4  Faculty of Catholic University of America (编). .  XIV. New York: McGraw-Hill: 565–566. 1967. OCLC 34184550.
9. ↑  Faculty of Catholic University of America (编). .  XIV. New York: McGraw-Hill: 564–565. 1967. OCLC 34184550.
10. 1 2 3 4 5 6 7 8 9 10 11 12 13 14 15  Faculty of Catholic University of America (编). .  XIV. New York: McGraw-Hill: 566–567. 1967. OCLC 34184550.
11. 1 2 3 4 5 6 7  Faculty of Catholic University of America (编). .  XIV. New York: McGraw-Hill: 567–568. 1967. OCLC 34184550.
12. ↑  梵蒂岡第二屆大公會議文獻 (繁體中文)

### 梵二文献
- 梵蒂岡第二屆大公會議文獻 (繁體中文) （页面存档备份，存于），梵蒂岡官方網站
- Vatican II Texts from the Vatican （页面存档备份，存于）
- Overview of the Decrees of the Council （页面存档备份，存于）
- Vatican II Texts from the Eternal Word Television Network （页面存档备份，存于）
- Vatican II Texts from Christus Rex
- Council Vatican II's Multilingual Opera Omnia （页面存档备份，存于）
- Official documents of the Second Vatican Council - Constitutions
  - Pope Paul VI. . Vantican City: Holy See. 1965-12-07  [2009-01-01]. （原始内容存档于2020-03-17） （英语）.
  - Pope Paul VI. . Vantican City: Holy See. 1965-12-07  [2009-01-01]. （原始内容存档于2008-12-20） （拉丁语）.
  - Pope Paul VI. . Vantican City: Holy See. 1965-11-18  [2009-01-01]. （原始内容存档于2014-05-31） （英语）.
  - Pope Paul VI. . Vantican City: Holy See. 1965-11-18  [2009-01-01]. （原始内容存档于2008-12-20） （拉丁语）.
  - Pope Paul VI. . Vantican City: Holy See. 1964-11-21  [2009-01-01]. （原始内容存档于2014-09-06） （英语）.
  - Pope Paul VI. . Vantican City: Holy See. 1964-11-21  [2009-01-01]. （原始内容存档于2008-12-20） （拉丁语）.
  - Pope Paul VI. . Vantican City: Holy See. 1964-11-21  [2009-01-01]. （原始内容存档于2008-02-21） （英语）.
  - Pope Paul VI. . Vantican City: Holy See. 1964-11-21  [2009-01-01]. （原始内容存档于2008-12-20） （拉丁语）.